# Lemon Incest
Pour les articles homonymes, voir Lemon.
Lemon Incest est une chanson écrite, composée et interprétée par Serge Gainsbourg en duo avec sa fille Charlotte, parue en 1984 sur Love on the Beat, puis en 1991 sur une réédition de l'album Charlotte for Ever (album qu'il compose pour sa fille en 1986). Les chœurs sont chantés par The Simms Brothers Band. La musique est inspirée de l'étude no 3 en mi majeur op. 10, « Tristesse », de Frédéric Chopin.
Le titre de la chanson en anglais, qui signifie littéralement « inceste de citron », s'explique par la thématique de l'inceste qui est suggérée dans la chanson. De plus, Serge Gainsbourg joue encore une fois avec les mots (ambivalence entre les couples de mots « incest » et « zeste [de citron] » dans les paroles) et les concepts (citron-fruit défendu).
Si la chanson se veut délibérément provocatrice, là encore dans la veine de Gainsbourg, et créa un scandale, l'auteur se défendit de faire l'apologie de l'inceste et parle ici de l'amour filial et paternel[réf. nécessaire] rappelant le texte de la chanson qui indique «L'amour que nous n' f'rons jamais ensemble».

## Thème et scandale
La chanson parle en effet de l'amour fusionnel entre un père et sa fille. Elle témoigne de la passion de Gainsbourg pour sa fille Charlotte, que l'on retrouve dans le titre de l'album Charlotte for Ever. Gainsbourg, qui fut accusé de légitimer l'inceste, s'en défendit par ailleurs publiquement,.

## Clip
Le clip montre Serge, torse nu, et Charlotte, portant une chemise et une culotte, sur un grand lit.

## Charts et certifications
Le single de Lemon Incest, sorti en 1985, se classe dix-huit semaines au Top 50, dont quatre à la deuxième place.
| Pays   | Certification | Date | Ventes certifiées | Ventes totales  |
| ------ | ------------- | ---- | ----------------- | --------------- |
| France | Or            | 1985 | 200,000           | Plus de 400,000 |

## Reprises
- 1995 : Mick Harvey dans Intoxicated Man.
- 2001 : Vive la fête dans République Populaire.
- 2009 : Zeu Discomobile dans La Merde des autres.

## Postérité
Le titre marque les débuts de la carrière musicale de Charlotte Gainsbourg qui est également révélée au cinéma en 1985 grâce à L'Effrontée de Claude Miller.